# Cuda Oil and Gas
Cuda Oil and Gas, anciennement Junex (TSX : JNX) est une entreprise québécoise d'exploration gazière et pétrolière dont le siège social est situé à Québec, et qui se spécialise dans les ressources québécoises.

## Histoire
Fondée par l'ancien directeur général de la Société québécoise d'initiatives pétrolières (SOQUIP), Jacques Aubert, et le géologue Jean-Yves Lavoie, en 1999, la société a acquis des droits d'exploration sur 6 millions d’acres dans le bassin des Appalaches, en Gaspésie, dans les basses-terres du Saint-Laurent et dans l'Anticosti.
Les premiers efforts de l'entreprise ont été concentrés sur un gisement de saumure naturelle, dans la région de Bécancour, et un puits dans le bassin de Gaspé, le Galt, réalisé avec le soutien de l'homme d'affaires Bernard Lemaire de l'entreprise Cascades. Des découvertes ont permis d'entreprendre l'exploitation d'un volume de gaz de 30 à 40 000 pieds cubes (1 133 m3) de gaz naturel qui est vendu à des entreprises locales ainsi que du pétrole léger. La production de 5 barils par jour est vendue à la raffinerie Ultramar de Lévis.
Junex a effectué des forages dans la région de Bécancour, sur la rive sud du Saint-Laurent, en 2008. L'entreprise affirme qu'elle pourrait avoir découvert un volume important de gaz naturel emprisonné dans une zone de schistes, le shale de l'Utica, une strate épaisse de 200 m qui longe le fleuve entre Québec et Montréal.
Le potentiel de ce champ gazier a été comparé au Barnett Shale, un gisement de la région de Dallas-Fort Worth au Texas qui est exploité depuis 1999 pour ses considérables ressources de gaz non conventionnel, par le partenaire de Junex dans le champ de Bécancour, la société Forest Oil de Denver. Les dirigeants de l'entreprise pétrolière américaine affirment que le gisement découvert sur la rive sud du Saint-Laurent pourrait contenir jusqu'à 4 trillions de pieds cubes (113,3 milliards de mètres cubes) de gaz.
Laurent Lemaire, autre ancien Président du Conseil du "papetier vert" Cascades, est toujours présent au Conseil d'Administration de Junex et président de son comité de vérification.
En 2018 Junex est fusionnée avec Cuda Energy. La nouvelle société prend le nom de Cuda Oil and Gas et reste cotée avec le code JNX.